# Joe Cole (attore)
Joseph Michael Cole (Londra, 28 novembre 1988) è un attore britannico.

## Biografia e carriera
Joe Cole è nato e cresciuto a Kingston upon Thames, Londra. Ha abbandonato gli studi prima del diploma e non ha mai veramente pensato di intraprendere la carriera di attore fino all'età di 22 anni,  quando si iscrive per divertimento a un corso speciale del National Youth Theatre riservato ai giovani disoccupati di età compresa fra i 19 e i 24 anni.
Dopo alcuni spettacoli teatrali e comparse televisive in show britannici quali The Bill e Holby City, nel 2012 si unisce al cast della sesta stagione del teen drama Skins. Nonostante il ruolo di supporto, la popolarità della serie ha costituito un ottimo trampolino di lancio. Alcuni mesi dopo, Cole esordisce sul grande schermo con un ruolo da protagonista nel film Offender, basato sui disordini in Inghilterra del 2011. Nei due anni successivi lavora costantemente sia in televisione che al cinema recitando spesso la parte del cattivo nelle serie televisive Peaky Blinders e The Hour, e nei film Now Is Good e Non buttiamoci giù. Appare inoltre in alcuni cortometraggi di successo fra i quali Slap, vincitore del premio "Best Short" all'Edinburgh International Film Festival 2014.

## Curiosità
Joe Cole scrive sceneggiature per spettacoli teatrali e cortometraggi. Nel 2013 la rivista Screen International lo ha nominato fra le giovani promesse del cinema britannico (UK stars of tomorrow).
Ha posato per il catalogo ASOS del 2014 assieme a Sophie Turner, Luke Pasqualino, Hannah Murray e Karla Crome.

## Vita privata
Joe Cole ha quattro fratelli minori tra cui Finn Cole, anche lui parte del cast principale di Peaky Blinders dal 2014. Attualmente Joe risiede a Kensington, Londra.

## Filmografia

### Cinema
- Offender, regia di Ron Scalpello (2012)
- Now Is Good, regia di Ol Parker (2012)
- Non buttiamoci giù (A Long Way Down), regia di Pascal Chaumell (2014)
- The Falling, regia di Carol Morley (2014)
- Peterman, regia di Marc Abraham (2014)
- Pressure, regia di Ron Scalpello (2015)
- Green Room, regia di Jeremy Saulnier (2015)
- Il segreto dei suoi occhi (Secret in Their Eyes), regia di Billy Ray (2015)
- Una preghiera prima dell'alba (A Prayer Before Dawn), regia di Jean-Stéphane Sauvaire (2017)
- Woodshock, regia di Kate and Laura Mulleavy (2017)
- Thank Your for Your Service, regia di Jason Dean Hall (2017)
- Eye on Juliet, regia di Kim Nguyen (2017)
- Against the Ice, regia di Peter Flinth (2022)

### Televisione
- Metropolitan Police (The Bill) – serie TV, episodio 26x02 (2010)
- Holby City – serie TV, episodi 12x22-12x23 (2010)
- Come Fly with Me – serie TV, episodi 1x03-1x06 (2011)
- Injustice, regia di Colm McCarthy – miniserie TV, 4 puntate (2011)
- Skins – serie TV, episodi 6x01-6x04 (2012)
- The Thick of It – serie TV, episodio 4x05 (2012)
- The Hour – serie TV, episodi 2x01-2x02-2x06 (2012)
- Playhouse Presents – serie TV, episodio 2x08 (2013)
- Peaky Blinders – serie TV, 20 episodi (2013-2017)
- Black Mirror – serie TV, episodio 4x04 (2017)
- Pure – serie TV, 6 episodi (2019)
- Gangs of London – serie TV, 20 episodi (2020-2025)
- Harry Palmer - Il caso Ipcress (The Ipcress File), regia di James Watkins – miniserie TV (2022)
- A Small Light, regia di Susanna Fogel, Lesile Hope e Tony Phelan – miniserie TV (2023)
- Nightsleeper, regia di John Hayes e Jamie Magnus Stone – miniserie TV (2024)

### Cortometraggi
- Assessment, regia di Mark Gutteridge[8] (2010)
- Volume,  regia di Mahalia Belo (2012)
- Slap, regia di Nick Rowland[9] (2014)
- Callow & Sons, regia di Georgia Oakley[10] (2014)

## Doppiatori italiani
Nelle versioni in italiano delle opere in cui ha recitato, Joe Cole è stato doppiato da:
- Lorenzo De Angelis in Peaky Blinders, Skins, Against the Ice, A Small Light
- Davide Perino ne Il segreto dei suoi occhi, Gangs of London (st. 3)
- David Chevalier in Non buttiamoci giù
- Jacopo Venturiero in  Una preghiera prima dell'alba
- Marco Briglione in Black Mirror
- Alessandro Fattori in Gangs of London (st. 1-2)
- Edoardo Stoppacciaro in Harry Palmer - Il caso Ipcress